# Короол-Дёбё
Короол-Дёбё (кирг. Короол-Дөбө) — село в Кеминском районе Чуйской области Кыргызстана. Входит в состав Кек-Ойрокского аильного округа. Код СОАТЕ — 41708 213 823 02 0.

## Население
| год     | 2009 | 2014 | 2015 |
| ------- | ---- | ---- | ---- |
| человек | 1110 | 1250 | 804  |